# ISTAF Berlin
L’ISTAF (Internationales Stadionfest Berlin) est un meeting d'athlétisme qui se déroule annuellement au Stade Olympique de Berlin. Il figure au programme du Challenge mondial IAAF après avoir fait partie du circuit de la Golden League.

## Historique

Logo officiel de la compétition

C'est le 3 juillet 1921 qu'a eu lieu la première édition d'un meeting organisé à l'époque par les trois organisations d'athlétisme dominantes à Berlin, BSC, SCC, le club nautique Poseidon. Ce n'est qu'en 1937 qu'il prendra son nom actuel d'ISTAF. Ce meeting, organisé annuellement, ne connaitra que de rares interruptions, de 1943 à 1948 en raison de la Seconde Guerre mondiale, puis en 1950 et enfin en 1972 et 1973 après le choc causé par l'attentat de Septembre noir à Munich.
le meeting ISTAF a été crucial dans la création du Golden Four, de 1993 à 1997 dont la finale se produisait traditionnellement à Berlin. Puis, avec la création de la Golden League, la finale se tient à Berlin lors des éditions de 1998 à 2002.
Se disputant d'ordinaire à l’Olympiastadion, il a dû s'exiler durant les éditions 2002 et 2003 au Friedrich-Ludwig-Jahnsportpark en raison des travaux préparatifs à la Coupe du monde de football 2006.

## Records du Monde
Voici la liste des nombreux records du monde qui ont été battus lors le l'ISTAF :
| Année | Epreuve           | Record         | Athlète                | Nationalité        |
| ----- | ----------------- | -------------- | ---------------------- | ------------------ |
| 2014  | Lancer du marteau | 79,58 m        | Anita Włodarczyk       | Pologne            |
| 2010  | 800 m             | 1 min 41 s 09  | David Rudisha          | Kenya              |
| 1999  | 2000 m            | 4 min 44 s 79  | Hicham El Guerrouj     | Maroc              |
| 1990  | 1000 m            | 2 min 30 s 67  | Christine Wachtel      | Allemagne de l'Est |
| 1989  | 10000 m           | 27 min 08 s 23 | Arturo Barrios         | Mexique            |
| 1985  | 1500 m            | 3 min 29 s 46  | Saïd Aouita            | Maroc              |
| 1978  | 400 m haies       | 55 s 44        | Krystyna Kacperczyk    | Pologne            |
| 1978  | 1000 m            | 2 min 32 s 0   | Ulrike Bruns           | Allemagne de l'Est |
| 1977  | Saut en hauteur   | 2,00 m         | Rosemarie Ackermann    | Allemagne de l'Est |
| 1977  | Saut en hauteur   | 1,97 m         | Rosemarie Ackermann    | Allemagne de l'Est |
| 1975  | 110 m haies       | 13 s 0         | Guy Drut               | France             |
| 1975  | 100 m             | 9 s 9          | Steve Williams         | États-Unis         |
| 1970  | 3000 m steeple    | 8 min 22 s 0   | Kerry O'Brien          | Australie          |
| 1939  | Saut en longueur  | 6,12 m         | Christel Schulz        | Reich allemand     |
| 1939  | 3000 m            | 8 min 24 s 4   | Miklós Szabó           | Hongrie            |
| 1937  | 80 m haies        | 11 s 6         | Barbara Burke          | Afrique du Sud     |
| 1937  | 100 m             | 11 s 6         | Stanislawa Walasiewicz | Pologne            |

## Records du Meeting

### Hommes
| Epreuve           | Record                                          | Athlète                                                                             | Nationalité         | Date                            | Réf   |
| ----------------- | ----------------------------------------------- | ----------------------------------------------------------------------------------- | ------------------- | ------------------------------- | ----- |
| 100 m             | 9 s 82 (+0.1 m/s)                               | Yohan Blake                                                                         | Jamaïque            | 11 septembre 2011               |       |
| 200 m             | 19 s 97 (+0.5 m/s)                              | Frankie Fredericks                                                                  | Namibie             | 30 août 1996                    |       |
| 400 m             | 43 s 94                                         | Michael Johnson                                                                     | États-Unis          | 27 août 1993                    |       |
| 800 m             | 1 min 41 s 09                                   | David Rudisha                                                                       | Kenya               | 22 août 2010                    | [ 1 ] |
| 1500 m            | 3 min 29 s 46                                   | Saïd Aouita                                                                         | Maroc               | 23 août 1985                    |       |
| Mile              | 3 min 45 s 64                                   | Hicham El Guerrouj                                                                  | Maroc               | 26 août 1997                    |       |
| 2000 m            | 4 min 44 s 79                                   | Hicham El Guerrouj                                                                  | Maroc               | 7 septembre 1999                |       |
| 3000 m            | 7 min 28 s 99                                   | Tariku Bekele                                                                       | Éthiopie            | 22 août 2010                    | [ 2 ] |
| 5000 m            | 12 min 50 s 55                                  | Moses Ndiema Masai                                                                  | Kenya               | 1er juin 2008                   | [ 3 ] |
| 10000 m           | 27 min 08 s 23                                  | Arturo Barrios                                                                      | Mexique             | 18 août 1989                    |       |
| 110 m haies       | 12 s 97 (+1.2 m/s)                              | Aries Merritt                                                                       | États-Unis          | 2 septembre 2012                |       |
| 400 m haies       | 47 s 08                                         | Karsten Warholm                                                                     | Norvège             | 13 septembre 2020               |       |
| 3000 m steeple    | 8 min 04 s 48                                   | Paul Kipsiele Koech                                                                 | Kenya               | 11 septembre 2011               |       |
| Saut en hauteur   | 2,36 m                                          | Javier Sotomayor                                                                    | Cuba                | 30 août 1994                    |       |
| Saut à la perche  | 6,05 m                                          | Sergueï Bubka                                                                       | Ukraine             | 30 août 1994                    |       |
| Saut en longueur  | 8,57 m (+0.5 m/s)                               | Mike Powell                                                                         | États-Unis          | 21 août 1992                    |       |
| Triple saut       | 17,69 m (-0.5 m/s)                              | Jonathan Edwards                                                                    | Royaume-Uni         | 30 août 1996                    |       |
| Lancer du poids   | 21,61 m                                         | Ryan Whiting                                                                        | États-Unis          | 11 septembre 2011               |       |
| Lancer du disque  | 70,60 m                                         | Lars Riedel                                                                         | Allemagne           | 30 août 1996                    |       |
| Lancer du marteau | 82,84 m                                         | Heinz Weis                                                                          | Allemagne           | 18 août 1989                    |       |
| Lancer du javelot | 93,52 m (ancien modèle) 91,30 m (modèle actuel) | Bob Roggy Jan Železný                                                               | États-Unis Tchéquie | 20 août 1982 1er septembre 1995 |       |
| Relais 4 × 100 m  | 37 s 65                                         | Équipe des États-Unis I Jon Drummond Bernard Williams Curtis Johnson Maurice Greene | États-Unis          | 1er septembre 2000              | [ 4 ] |

### Femmes
| Epreuve           | Record                                          | Athlète                                                                                | Nationalité               | Date                            | Réf    |
| ----------------- | ----------------------------------------------- | -------------------------------------------------------------------------------------- | ------------------------- | ------------------------------- | ------ |
| 100 m             | 10 s 78                                         | Marion Jones                                                                           | États-Unis                | 1er septembre 2000              | [ 5 ]  |
| 200 m             | 21 s 96 (+0.2 m/s)                              | Katrin Krabbe                                                                          | Allemagne                 | 10 septembre 1991               |        |
| 400 m             | 49 s 07                                         | Tonique Williams-Darling                                                               | Bahamas                   | 12 septembre 2004               |        |
| 800 m             | 1 min 54 s 99                                   | Pamela Jelimo                                                                          | Kenya                     | 1er juin 2008                   | [ 6 ]  |
| 1000 m            | 2 min 30 s 67                                   | Christine Wachtel                                                                      | Allemagne de l'Est        | 17 août 1990                    |        |
| 1500 m            | 3 min 57 s 40                                   | Laura Muir                                                                             | Royaume-Uni               | 13 septembre 2020               |        |
| Mile              | 4 min 22 s 45                                   | Marta Pen                                                                              | Portugal                  | 2 septembre 2018                |        |
| 3000 m            | 8 min 46 s 66                                   | Natalya Artyomova                                                                      | Union soviétique          | 18 août 1989                    | [ 7 ]  |
| 5000 m            | 14 min 29 s 32                                  | Olga Yegorova                                                                          | Russie                    | 31 août 2001                    |        |
| 100 m haies       | 12 s 37 (+1.4 m/s)                              | Yordanka Donkova                                                                       | Bulgarie                  | 15 août 1986                    |        |
| 400 m haies       | 53 s 26                                         | Deon Hemmings                                                                          | Jamaïque                  | 26 août 1997                    |        |
| 3000 m steeple    | 9 min 03 s 70                                   | Norah Jeruto Tanui                                                                     | Kenya                     | 27 août 2017                    |        |
| Saut en hauteur   | 2,06 m                                          | Ariane Friedrich                                                                       | Allemagne                 | 14 juin 2009                    | [ 8 ]  |
| Saut à la perche  | 4,83 m                                          | Elena Isinbaeva                                                                        | Russie                    | 14 juin 2009                    | [ 9 ]  |
| Saut en longueur  | 7,10 m (+2.3 m/s)                               | Heike Drechsler                                                                        | Allemagne                 | 21 août 1992                    | [ 10 ] |
| Triple saut       | 14,89 m (-2.7 m/s)                              | Tatyana Lebedeva                                                                       | Russie                    | 10 août 2003                    |        |
| Lancer du poids   | 20,98 m                                         | Helena Fibingerová                                                                     | Tchécoslovaquie           | 17 août 1984                    |        |
| Lancer du disque  | 68,64 m                                         | Margitta Pufe                                                                          | Allemagne de l'Est        | 17 août 1979                    |        |
| Lancer du javelot | 74,56 m (ancien modèle) 70,53 m (modèle actuel) | Petra Felke Maria Abakumova                                                            | Allemagne de l'Est Russie | 23 août 1985 1er septembre 2013 |        |
| Lancer du marteau | 79,58 m                                         | Anita Włodarczyk                                                                       | Pologne                   | 31 août 2014                    | [ 11 ] |
| Relais 4 × 100 m  | 41 s 55                                         | Equipe des États-Unis Alice Brown Diane Williams Florence Griffith-Joyner Pam Marshall | États-Unis                | 21 août 1987                    | [ 12 ] |